# 1860.
1860. je sedmo desetletje v 19. stoletju med letoma 1860 in 1869. 